# Richard Dunne
Richard Patrick Dunne (nascut el 21 de setembre de 1979 a Dublín, Irlanda) és un defensa irlandès que actualment juga a l'Aston Villa. És conegut popularment com a "monstre melós" per la seua grandària i com a "Dunninho" per les seues ocasionals arrencades de tècnica.

## Carrera futbolística
Dunne va iniciar la seua carrera en l'Everton, després d'haver passat per la filial irlandesa de l'equip. Va debutar a l'edat de 16 anys, època en la qual marcà el rècord històric del club dels 100 metres. En l'estiu del 2000 va ser transferit al Manchester City per 3 milions de £. Per problemes disciplinaris va ser suspès l'any 2003 i s'especulava que eixiria de l'equip. No obstant això, Dunne va tornar a l'equip després d'una forta preparació física, fins i tot assolint als pocs mesos l'ésser nominat a la selecció nacional i en la temporada 2004/2005 va ser nomenat Jugador de l'Any del Manchester City FC. Ha estat seleccionat nacional en 22 ocasions, marcat 4 gols (fins a 2005) i va formar part de l'equip que va assistir al Campionat Mundial de l'any 2002.

## Internacional
Ha estat internacional amb la selecció de futbol d'Irlanda i hi ha jugat 57 partits internacionals, marcant 7 gols.

### Participacions en Copes del Món
| Mundial                        | Sede                 | Resultat        |
| ------------------------------ | -------------------- | --------------- |
| Copa Mundial de Futbol de 2002 | Japó u Corea del Sud | Octaus de final |

## Clubs
| Club               | País       | Any       |
| ------------------ | ---------- | --------- |
| Everton FC         | Anglaterra | 1996-2000 |
| Manchester City FC | Anglaterra | 2000-2009 |
| Aston Villa        | Anglaterra | 2009-     |